# リーガ・エスパニョーラ1933-1934
この項目では、1933-1934年シーズンのリーガ・エスパニョーラ (ラ・リーガ、プリメーラ・ディビシオン)について述べる。
リーガ・エスパニョーラ1933-1934は、スペインのプロサッカーリーグ、リーガ・エスパニョーラの6回目のシーズンである。
1933年11月5日に開幕し、1934年3月4日に閉幕。アスレティック・ビルバオが3年ぶり3回目の優勝を決めた。
なお来シーズンからチーム数が12に拡大する事が決定したため、降格チームは無かった。

## 1933-1934年シーズンの昇降格
| セグンダ・ディビシオンヘ降格                                       | プリメーラ・ディビシオンヘ昇格                                         |
| ------------------------------------------------------------------ | ---------------------------------------------------------------------- |
| デポルティーボ・アラベス (プリメーラ・ディビシオン1932-1933最下位) | オビエド・フットボール・クルブ （セグンダ・ディビシオン1932-1933優勝） |

## 1933-1934年シーズンのリーガ・エスパニョーラのチーム
オビエドFCはアストゥリアス州勢として初めてプリメーラへ昇格。チームの分布図は西へと広がった。
| クラブチーム                 | ホームタウン         | スタジアム             | 収容人数 | 監督                     |
| ---------------------------- | -------------------- | ---------------------- | -------- | ------------------------ |
| アレナス・クルブ・デ・ゲチョ | ゲチョ               | イバイオンド           | 15,540   | 不明の旗                 |
| アスレティック・ビルバオ     | ビルバオ             | サン・マメス           | 17,628   | パトリシオ・カイセド     |
| FCバルセロナ                 | バルセロナ           | ラス・コルツ           | 25,000   | リヒャルト・コーン       |
| ベティス・バロンピエ         | セビリア             | パトロナート・オブレロ | 10,000   | パトリック・オコンネル   |
| ドノスティアFC               | サン・セバスティアン | アトーチャ             | 9,215    | ハリー・ロウ             |
| CDエスパニョール             | バルセロナ           | サリア                 | 16,055   | ラモン・トラバル         |
| マドリードFC                 | マドリード           | チャマルティン         | 17,862   | ロバート・ファース       |
| オビエドFC                   | オビエド             | ブエナビスタ           | 10,000   | エミリオ・サンペレ       |
| ラシン・サンタンデール       | サンタンデール       | エル・サルディネーロ   | 11,300   | ランドルフ・ギャラウェイ |
| バレンシアFC                 | バレンシア           | メスタージャ           | 18,980   | ジャック・グリーンウェル |

## シーズンの流れ

### 上位の動向
過去2年マドリードFCの「負けないサッカー」に屈し優勝を逃したアスレティック・ビルバオは、改善例を示した。GKグレゴリオ・ブラスコがリカルド・サモラに次ぐ通算2度目の最少失点率を達成するなど、課題の守備が強化されて総失点は「6」減少。さらに2位マドリードよりも少ない27失点という守備は、過去2シーズンのビルバオに足りなかったものだった。序盤やや出遅れるも、第6節のサン・マメスでマドリードを直接迎え撃ち、5-1の大差で下して首位に浮上。この点差はマドリードの自信を揺るがすのに効果があった。実際ビルバオはその後すぐ首位から陥落したが、対するマドリードもまた奪った首位をすぐに手放してしまうなど、安定感に欠けた。

### 中位の動向
両雄のもたつきは、昇格組オビエドFCの大健闘、ドノスティアFCという伏兵が上位に食い込んだ事も関係した。ドノスティアは3回も首位に立つなどリーグを盛り上げたが、上位に比べ失点があまりに多く、首位陥落後わずか3節で首位との勝ち点差が6に開くなど、一度崩れると立て直せなかった。ギャラウェイ新監督のラシン・サンタンデールは再び上位を争う手強いチームとなり、昇格2年目のベティス・バロンピエは昨年よりも更にホーム成績をアップさせ、4位に躍進した。オビエドはホームで8勝1分け・ホーム勝ち点6位。中位を維持するには十分な強さを見せ、イシドロ・ランガラはバタの記録に迫る26ゴールで得点王、1試合平均1.85の新記録を樹立。エレリータとランガラで計4回のハットトリックを決め、チーム総得点がリーグ2位の「51」に達するなど、攻撃力がインパクトを残した。だがアウェイは1分け9敗の未勝利で、総失点も45を記録した。

### 優勝争いの決着
こうして結果的にまたビルバオとマドリードに優勝争いは絞られ、第15節にはチャマルティンでの直接対決に3-0と完勝したマドリードが勝ち点差を1に縮めた。下位に低迷するFCバルセロナがラス・コルツでビルバオを下すという意外なアシストもあり、最終節まで可能性を残した。だが皮肉な事に同じバルセロナ市のサリアに乗り込んだ最終節では、こちらも下位のCDエスパニョールに終了間際の同点弾で勝ち点2上積みを阻まれ、万事休す。同じ頃サン・マメスでは、ビルバオが3位ラシンに開始早々先制されたが前半の内に逆転し、後半にリードを広げて優勝へ秒読み段階に入っていた。ビルバオがカイセド新監督就任後1年目で王座を奪回し、通算優勝回数を最多の3回に伸ばした。

### 下位の動向
チーム数拡大の都合でこのシーズンに結局「残留争い」は無かったが、連盟が入れ替え戦をするかどうか検討しながらシーズンを運営したため、最下位に沈んだアレナスとバルサ、そしてエスパニョールらは複雑な状況で戦っていた。前年に最終節まで残留争いを演じたアレナスの最下位はともかく、プロリーグ初代王者・FCバルセロナの9位はひとつの大きな衝撃であった。開幕戦でいきなり昇格組のオビエドに7点を献上して大敗。バルセロナダービーの圧勝 を含むいくつかの大勝、前述のビルバオ戦の勝利などで一定の存在感は示すも、終盤戦に再び順位を下げた。宿敵マドリードにも全敗。第13節の敵地での対戦は0-4で大敗した上に、前年までバルサに所属したサミティエールに2点目を決められた。このように低調なシーズンであったが、それ以上にアレナスがあまりに勝てないため、2節を残してバルサの9位以上とアレナスの最下位が確定した。

## 結果

### 順位表
| 順 | チーム                       | 試 | 勝 | 分 | 敗 | 得 | 失 | 差  | 点 |
| -- | ---------------------------- | -- | -- | -- | -- | -- | -- | --- | -- |
| 1  | アスレティック・ビルバオ (C) | 18 | 11 | 2  | 5  | 61 | 27 | +34 | 24 |
| 2  | マドリードFC                 | 18 | 10 | 2  | 6  | 41 | 29 | +12 | 22 |
| 3  | ラシン・サンタンデール       | 18 | 9  | 1  | 8  | 38 | 39 | −1  | 19 |
| 4  | ベティス・バロンピエ         | 18 | 9  | 1  | 8  | 29 | 36 | −7  | 19 |
| 5  | ドノスティアFC               | 18 | 7  | 4  | 7  | 29 | 33 | −4  | 18 |
| 6  | オビエドFC                   | 18 | 8  | 2  | 8  | 51 | 45 | +6  | 18 |
| 7  | バレンシアFC                 | 18 | 7  | 3  | 8  | 28 | 38 | −10 | 17 |
| 8  | CDエスパニョール             | 18 | 7  | 3  | 8  | 41 | 42 | −1  | 17 |
| 9  | FCバルセロナ                 | 18 | 8  | 0  | 10 | 42 | 40 | +2  | 16 |
| 10 | アレナス・クルブ・デ・ゲチョ | 18 | 3  | 4  | 11 | 18 | 49 | −31 | 10 |

1. 1 2  ラシン・サンタンデールはベティス・バロンピエとの対戦成績が4-1、1-2で当該対戦勝ち点が2-2で並び、当該対戦得失点差が6-2で優るため順位が上回った[21][22]。
2. 1 2  ドノスティアFCはオビエドFCとの対戦成績が3-1、2-3で当該対戦勝ち点が2-2で並び、当該対戦得失点差が5-4で優るため順位が上回った[23][24]。
3. 1 2  バレンシアFCはCDエスパニョールとの対戦成績が1-0、2-2のため、当該対戦勝ち点が3-1となり順位が上回った[25][26]。

### 勝敗表
| ホーム / アウェイ            | ARE | ATH | BAR | BET | DON | ESP | MAD | OVI | RAC | VAL |
| ---------------------------- | --- | --- | --- | --- | --- | --- | --- | --- | --- | --- |
| アレナス・クルブ・デ・ゲチョ | —   | 2–0 | 3–1 | 0–1 | 0–0 | 1–2 | 3–3 | 1–1 | 2–1 | 1–2 |
| アスレティック・ビルバオ     | 9–0 | —   | 6–1 | 5–0 | 2–1 | 5–0 | 5–1 | 6–2 | 3–1 | 6–2 |
| FCバルセロナ                 | 4–0 | 2–1 | —   | 5–1 | 4–0 | 5–0 | 1–2 | 2–0 | 6–3 | 5–2 |
| ベティス・バロンピエ         | 2–0 | 1–3 | 1–0 | —   | 1–1 | 3–1 | 2–1 | 4–2 | 2–1 | 2–1 |
| ドノスティアFC               | 4–1 | 3–0 | 2–0 | 3–2 | —   | 3–3 | 0–3 | 3–1 | 2–1 | 3–1 |
| CDエスパニョール             | 6–2 | 1–4 | 3–2 | 3–1 | 4–0 | —   | 2–2 | 5–2 | 5–0 | 2–2 |
| マドリードFC                 | 2–1 | 3–0 | 4–0 | 0–1 | 2–0 | 3–2 | —   | 5–1 | 1–0 | 3–2 |
| オビエドFC                   | 7–0 | 2–2 | 7–3 | 4–3 | 3–2 | 3–1 | 3–2 | —   | 3–1 | 7–0 |
| ラシン・サンタンデール       | 4–1 | 3–2 | 3–1 | 4–1 | 1–1 | 3–1 | 4–3 | 4–3 | —   | 2–1 |
| バレンシアFC                 | 0–0 | 2–2 | 2–0 | 2–1 | 4–1 | 1–0 | 2–1 | 1–0 | 1–2 | —   |

### 昇格チーム[27]
- セビージャFC (セグンダ・ディビシオン1933-1934優勝)
- アトレティコ・マドリード (セグンダ・ディビシオン1933-1934・2位)

## 得点ランク・記録

### 得点ランキング[28]
| 得点者                   | 得点数 | 試合数 | 得点率 | チーム                   |
| ------------------------ | ------ | ------ | ------ | ------------------------ |
| イシドロ・ランガラ       | 26     | 14     | 1.85   | オビエドFC               |
| フランシスコ・イリオンド | 18     | 18     | 1.00   | CDエスパニョール         |
| ホセ・イララゴーリ       | 17     | 17     | 1.00   | アスレティック・ビルバオ |
| ギジェルモ・ゴロスティサ | 14     | 15     | 0.93   | アスレティック・ビルバオ |
| バタ                     | 14     | 17     | 0.82   | アスレティック・ビルバオ |
| マルティー・バントゥラー | 14     | 17     | 0.82   | FCバルセロナ             |
| ルイス・レゲイロ         | 12     | 18     | 0.66   | マドリードFC             |
| ビクトル・ウナムーノ     | 11     | 17     | 0.64   | アスレティック・ビルバオ |
| シモン・レクエ           | 11     | 18     | 0.61   | ベティス・バロンピエ     |
| エドゥアルド・エレーラ   | 11     | 18     | 0.61   | オビエドFC               |

### ハットトリック
| 選手名                     | 所属チーム               | 達成試合                                                        | 回数 |
| -------------------------- | ------------------------ | --------------------------------------------------------------- | ---- |
| ルイス・マリア・デ・ウリベ | アスレティック・ビルバオ | 第3節・5-0ベティス                                              | 1回  |
| ギジェルモ・ゴロスティサ   | アスレティック・ビルバオ | 第8節・6-1バルセロナ                                            | 1回  |
| ホセ・イララゴーリ         | アスレティック・ビルバオ | 第8節・6-1ベティス 第14節・9-0アレナス                          | 2回  |
| エウヘニオ・イラリオ       | マドリードFC             | 第7節・3-1アラベス                                              | 1回  |
| トレテ                     | ドノスティアFC           | 第10節・3-3エスパニョール                                       | 1回  |
| イシドロ・ランガラ         | オビエドFC               | 第1節・7-3バルセロナ 第6節・3-1エスパニョール 第11節・3-1ラシン | 3回  |
| エレリータ                 | オビエドFC               | 第14節・7-0バレンシア                                           | 1回  |
| エンリケ・ラリナガ         | ラシン・サンタンデール   | 第16節・4-2マドリード                                           | 1回  |
| フランシスコ・イリオンド   | CDエスパニョール         | 第5節・5-0ラシン 第8節・6-2アレナス 第15節・5-2オビエド         | 3回  |
| セベリアーノ・ゴイブル     | FCバルセロナ             | 第7節・6-3ラシン                                                | 1回  |

### 最少失点ゴールキーパー
| 選手                 | 所属                     | 試合数 | 失点数 | 失点率 |
| -------------------- | ------------------------ | ------ | ------ | ------ |
| グレゴリオ・ブラスコ | アスレティック・ビルバオ | 21     | 14     | 1.5    |

## チーム数拡大に伴う論争と混乱
スペイン・サッカー連盟は1933-1934年シーズン開幕前の会合で、プリメーラ・ディビシオンのチーム数を10チームから14チームまで拡大し、セグンダ・ディビシオン1933-1934シーズンの上位4チームを自動昇格させ、更に5位チームとプリメーラ最下位の入れ替え戦、テルセーラ・ディビシオンの昇格プレーオフ上位2チーム対セグンダ下位2チームで争う2部・3部間昇降格プレーオフなどの検討に入った。
自動昇降格やプレーオフ進出の基準は「今季を含む直近5年の平均順位」で、セグンダに関して言えばアトレティコ・マドリード(今季2位)、セビージャFC(今季1位)、ムルシアFC(今季3位)、ウニオン・クルブ・デ・イルン(今季8位) がその「直近5年の平均順位上位4チーム」であり、自動昇格となる。これはイルンより上の順位で終えた他の4チームに疑問を与えた。現在進行中のシーズン結果を重視しない「直近5年の平均順位」という基準に複数クラブが反発したが、連盟はシーズン終了後の1934年5月17日に上記案を正式決定した。
直後にプリメーラ最下位のアレナス・クルブ・デ・ゲチョが、セグンダ「平均」5位・今季6位のスポルティング・デ・ヒホンとの入替戦を拒否した。アレナスだけは「直近5年の平均順位」が適用されていなかった。同じくセグンダ自動昇格を保留され昇降格プレーオフを強制されたテルセーラの2チーム、「平均」1位クルブ・バリャドリード・デポルティーボ(今季1位)と「平均」2位エルチェFC(今季3位) が抗議した。
連盟は彼らに回答を出さず、セグンダのチーム数整理から着手。セグンダ「平均」6位のクルブ・セルタ(今季4位)・「平均」7位のCDアラベス(今季12位)と、テルセーラ「平均」3位サラゴサFC(今季2位) の入替を構想したが、アラベスが出場を拒否。セルタは労せずして残留したが、サラゴサの昇格の是非は未定だった。セグンダ最下位のアラベスは、テルセーラの一時廃止に伴うチーム数倍増(12チーム⇒24チーム)のため成績に関係なく残留できたのだが、彼らはディビシオネス・レヒオナレスへの降格を自らの意思で希望した。
混乱と動揺が広がったあと、1934年7月20日の連盟会合により各クラブの同意が得られた。
1．プリメーラ1934-1935は既存10チーム+セグンダ上位2チームの「12チーム」で行われる。
2．アレナスの残留が決定。セグンダ1933-1934の1位セビージャと2位アトレティコの自動昇格も決定。
3. すなわちセグンダ1933-1934上位2位以内のみが昇格圏であり、ムルシアとイルンはセグンダに残留。
4. セルタはセグンダ残留・サラゴサはセグンダ昇格・アラベスは本人達の希望でコパ・バスカ1934-1935に降格。
なおテルセーラ・ディビシオンの一時廃止に伴い、1940-1941年シーズンに復活するまでカンペオナートス・レヒナオレスが暫定的に3部となった。